# حديقة باريتو الوطنية
حديقة باريتو الوطنية هي حديقة وطنية في الأرجنتين، تقع في قسم سانتا فيكتوريا شمال مقاطعة سالتا، في شمال غرب الأرجنتين على حدود بوليفيا، تبلغ مساحتها 720 كيلومترا مربعا، وهي الحديقة الاستوائية الوحيدة في الأرجنتين،تم إنشاء الحديقة عام 1974.

## الوصف
- تحدها الجبال، تنتمي المنطقة المحمية إلى منطقة يونغاس البيئية في جنوب الأنديز، والتي تقع في سلسلة جبال شبه الأنديز، ويبلغ متوسط ارتفاعها 1500-2500 متر.[3]

- المناخ رطب وحار، مع هطول الأمطار في الصيف الذي يتراوح بين 900-1300 مل.

- تضم الحيوانات الموجودة في الحديقة العديد من الأنواع المهددة بالانقراض، مثل الجاكوار والأونزا.[4]

حيوانات في حديقة باريتو الوطنية

- حيوانات في حديقة باريتو الوطنية تصل أشجار الأرز المملح إلى أحجام كبيرة في هذه المنطقة ويعتبر خشبهم ذا قيمة كبيرة.[5]